# Tanilanaukko
Tanilanaukko är ett sund i Finland. Det ligger i landskapet Egentliga Finland, i den sydvästra delen av landet, 170 km väster om huvudstaden Helsingfors.
Tanilanaukko är den smalaste delen av sundet mellan Otava i väster och Luonnonmaa i öster. Sundet ansluter till Särkänsalmi i norr och Kotkanaukko i söder.